# 文化村 (臺北市)
文化村，是台灣日治時代台北市東門町東部的住宅地，範圍大約是現仁愛路（東門町通）以南，東至連雲街，南至信義路（三張犁道路），西至杭州南路一帶。村內有東西向的「北一條」至「北三條」和「一條通」至「七條通」共計十條道路。中正區的文北里因位居文化村之北，故名。

## 發展沿革
文化村乃由高砂建築信用購買組合所興建，每戶建坪皆33坪以上，共45戶，以檜木為主要建材，並大量注資於馬路、下水道、自來水、油燈、電話和街燈等基礎設施整備，為當時最為流行標榜設備科學化的「文化住宅」。

## 道路
以下是從北往南對應「北一條」至「北三條」和「一條通」至「七條通」的部分道路。
- 杭州南路一段77巷─金山南路一段63巷
- 杭州南路一段101巷─金山南路一段73巷─臨沂街61巷
- 杭州南路一段105巷─金山南路一段79巷─臨沂街63巷
- 杭州南路一段111巷─金山南路一段89巷
- 杭州南路一段131巷─金山南路一段123巷─臨沂街69巷
- 杭州南路一段143巷─金山南路一段129巷─臨沂街71巷
- 金山南路一段110巷─臨沂街60巷─臨沂街75巷